# Zwieracz
Zwieracz (łac. sphincter) – mięsień okrężny, tworzący pierścienie mięśniowe dookoła tkanki ciała. Może być mięśniem gładkim (np. zwieracz odźwiernika u ujścia żołądka do jelita) albo mięśniem poprzecznie prążkowanym (np. zwieracz zewnętrzny odbytu).
Wyróżnia się kilka rodzajów zwieraczy, między innymi: 
- zwieracz gardła
- zwieracze przełyku: górny i dolny
- zwieracz odbytu
- zwieracz pęcherza i zwieracz cewki moczowej
- zwieracz Oddiego.

Przeczytaj ostrzeżenie dotyczące informacji medycznych i pokrewnych zamieszczonych w Wikipedii.